# Karl Nothnagel
Karl Nothnagel (* 1898 in Frankfurt am Main; † 24. November 1958) war ein deutscher Kunsthistoriker und Denkmalpfleger. Er war maßgeblich am Aufbau der Denkmalpflege in Hessen nach dem Zweiten Weltkrieg beteiligt. Zeitweise nahm er in Personalunion drei Führungsfunktionen gleichzeitig wahr: Er war Referent für Denkmalpflege im Hessischen Kultusministerium, Landeskonservator und Leiter der Verwaltung der Staatlichen Schlösser und Gärten Hessen.

## Leben und Wirken
Karl Nothnagel studierte an den Universitäten Frankfurt, Freiburg und München Kunstgeschichte, Geschichte und Germanistik. Er promovierte 1927 bei Rudolf Kautzsch mit einer Arbeit über die romanische Architektur in Gelnhausen. Bis 1932 war er als Universitätsassistent tätig, dann vertretungsweise als Bibliothekar in der Stadtbibliothek Frankfurt. Der Vertrag wurde 1933 nicht verlängert, da er nicht Mitglied der NSDAP war.
In der Folgezeit erhielt Nothnagel nacheinander verschiedene Anstellungen in der Denkmalpflege, wobei er an der Erstellung eines Kunstdenkmälerinventars der kirchlichen Bauten der Stadt Mainz beteiligt war. Ab 1938 war er bei der Provinzialverwaltung für Pommern in Stettin und ab 1943 im Reichsministerium für Wissenschaft, Erziehung und Volksbildung in der Abteilung Denkmalpflege tätig. Ab 1947 arbeitete er im Hessischen Kultusministerium als Referent für Museen, Denkmalpflege und bildende Künste.
Zu seinen Aufgabenbereichen zählte unter anderem die Verwaltung der im Museum Wiesbaden noch verbliebenen und hier untergebrachten Bestände des Central Collecting Point und ausgelagerter Bestände des Kulturgutes des ehemaligen Landes Preußen, insbesondere aus Berlin, die 1957 in die Stiftung Preußischer Kulturbesitz überführt wurden. Weiter richtete er die Verwaltung Staatlicher Schlösser und Gärten Hessen ein, die entsprechende Anlagen von der ehemaligen preußischen Provinz Hessen-Nassau und dem ehemaligen Volksstaat Hessen und dessen Vorgänger, dem Großherzogtum Hessen, übernahm. Karl Nothnagel führte diese Behörde in Personalunion mit seiner Stelle als Referent im Kultusministerium. Zudem war er nach dem Ausscheiden des bisherigen Amtsinhabers, Friedrich Bleibaum, ab 1951 – ebenfalls in Personalunion – Landeskonservator von Hessen. 1955 wurde das Amt des Landeskonservators allerdings wieder verselbständigt und Hans Feldtkeller die Aufgabe übertragen. Karl Nothnagel verstarb 51-jährig an den Folgen eines Herzschlages.

## Veröffentlichungen (Auswahl)
- Die Peterskirche in Gelnhausen. (= Oberrheinische Kunst. Band 4). Freiburg 1930.
- mit Ernst Neeb: Die Kunstdenkmäler der Stadt und des Kreises Mainz. Band 2: Die kirchlichen Kunstdenkmäler der Stadt Mainz. Teil 2: Bestehende und verschwundene Mainzer Kirchen. 1. Lieferung: A-G. (= Die Kunstdenkmäler in Hessen. Stadtkreis Mainz). Bergsträsser, Darmstadt 1940.
- mit Fritz Arens und Ernst Neeb: Die Kunstdenkmäler der Stadt Mainz. Teil 1: Kirchen St. Agnes bis Hl. Kreuz. (= Die Kunstdenkmäler von Rheinland-Pfalz. Vierter Band. Teil 1). Deutscher Kunstverlag, Berlin 1961.
- Staufische Architektur in Gelnhausen und Worms. Kümmerle, Göppingen 1971, ISBN 3-87452-083-8.